# Hell's Kitchen (localidade)
Hell's Kitchen (em inglês: Hell's Kitchen; lit. "Cozinha do Inferno"), também conhecida como Clinton e Midtown West, é um bairro de Manhattan, na cidade de Nova Iorque, que inclui a área entre as Ruas 34 e 59, a 8ª Avenida e o Rio Hudson.

## Cultura

### Alimentação
Hell's Kitchen é um bairro com inúmeras opções de restaurantes, bares, cafés, e lanchonetes. As opções vão desde pratos tradicionalmente americanos até culinárias bastante exóticas, contando com restaurantes de grandes redes, como McDonald's, Chipotle, e Burger King, como também restaurantes de bairro bastante autênticos, como o Empanada Mama, que oferece comida brasileira e sul-americana.

### Indústria de Entretenimento
O bairro oferece diversas opções para quem procurar boates e casas noturnas. Perto do rio Hudson, estão duas das mais conhecidas: a Pacha e a Hudson Terrace.
A proximidade do Distrito Teatral e a desvalorização dos imóveis que ocorrera no passado transformaram o Hell's Kitchen num local ideal para atores aspirantes, e, também por isso, possui diversas casas de shows no estilo off-off-Broadway.

## Transporte
O principal acesso de Nova Iorque a Nova Jérsia (através do Lincoln Tunnel) se dá pelo Hell's Kitchen e, com isso, Hell's Kitchen recebe altos índices de tráfego, especialmente em horários de pico. O bairro é muito bem servido por ônibus e metrôs, pois dentro dele fica uma das maiores estações destes dois meios de transporte em Nova Iorque: a Port Authority.

## Pessoas Notáveis
- Larry David, ator e produtor de Seinfield e Curb Your Enthusiasm.
- Mickey Rourke, ator.
- Vincent Speranza, veterano da Segunda Guerra Mundial e herói do cerco de Bastogne.

## Cultura popular
- O super-herói da Marvel Comics, Demolidor (Matt Murdock), é nascido e criado em Hell's Kitchen, trabalha em seu escritório de advocacia na vizinhança.
- Jessica Jones, outra super-heroína da Marvel, também vive em Hell's Kitchen.

- Luke Cage e o Punho de Ferro (Danny) também foram criados em Hell’s Kitchen.
- Atores como Robert De Niro e Sylvester Stallone nasceram e cresceram em Hell's Kitchen.
- No filme The Kitchen (Brasil: Rainhas do Crime / Portugal: The Kitchen - Rainhas do Crime), dirigido e escrito por Andrea Berloff, baseado no quadrinho homônimo da DC Vertigo, de Ollie Masters e Ming Doyle; as personagens Kathy, Ruby e Claire, interpretadas por Melissa McCarthy, Tiffany Haddish e Elisabeth Moss, assumem o controle da máfia irlandesa em Hell's Kitchen em 1978, quando seus maridos são presos pelo FBI.